# Gorges du Tarn
De Gorges du Tarn is een kloof gelegen in de regio de Cevennen, niet ver van het Nationaal Park Cevennen in de departementen Lozère en Aveyron in Zuid-Frankrijk.
Door de kloof stroomt de Tarn. Deze ongeveer 500 meter diep ingesneden kloof is gelegen tussen twee grote droge kalkplateaus of Causses, te weten de Causse Méjean in het zuidoosten en de Causse de Sauveterre in het noordwesten.
De kloof begint bij Ispagnac en strekt zich stroomafwaarts ruim 50 km ver uit tot aan Le Rozier. Doordat de weg door de Gorges du Tarn zowel halverwege de helling als onderin door de kloof loopt (en niet zoals bij veel andere Gorges bovenaan) krijgt de reiziger het gevoel het binnenste van een stenen wereld te betreden, alsof men is 'opgeslokt' door het gebergte. Voortdurend wordt men er met allerlei steile rotswanden en andere steenmassa's geconfronteerd.
Er kan door de kloof gekanood worden en in het smalle gedeelte van de kloof ligt de grot La Mornie. De versmallingen zijn tussen La Malène en Les Détroits.
De bergengten bestaan uit kalksteen, mergel en dolomiet en zijn onderaan 30 tot 500 meter en bovenaan op de meeste plekken zo'n 2 kilometer breed. Bij Sainte-Enimie is de kloof met ca 1200 meter op z'n smalst en steilst.

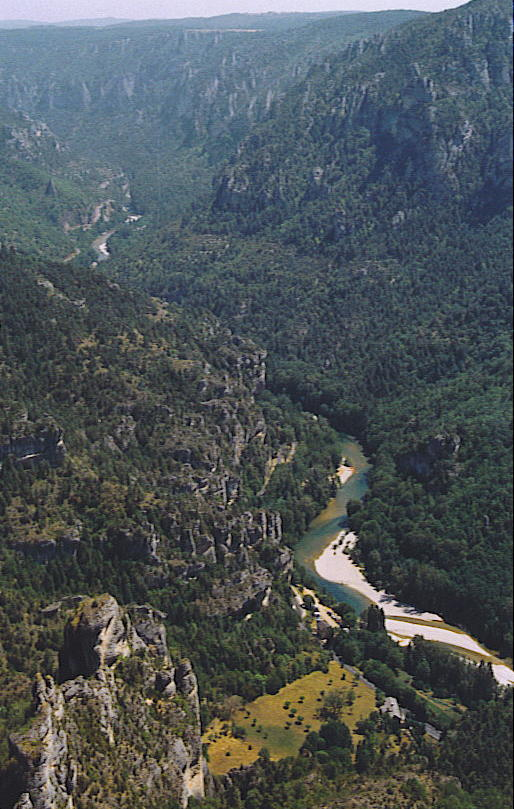
Gorges du Tarn vanaf Point Sublime

## Plaatsen
- Les Vignes
- La Malène
- Sainte-Enimie
- Saint-Chély-du-Tarn
- Pougnadoires
- Quézac
- Le Rozier

## Bezienswaardigheden
Er zijn diverse bezienswaardigheden en uitzichtpunten in de Gorges du Tarn zoals:
- Baousse del Biel
- Pas de l'Arc
- Pas de Soucy
- Cirque des Baumes (een keteldal)
- Les Détroits
- Point Sublime,

uitzichtpunt bij Saint-Georges-de-Lévéjac
- Roc du Serre
- Roc des Hourtous
- Château de Prades
- Cirque de Saint-Chély
- Cirque de Pougnadoires
- Castelbouc, dorpje met ruggelings tegen het gebergte gebouwde huizen en een kasteelruïne van het Château de Castelbouc

Bij de dichtbijgelegen Gorges de la Jonte bevindt zich een informatie-centrum, het Belvédère des Vautours bij Le Truel.

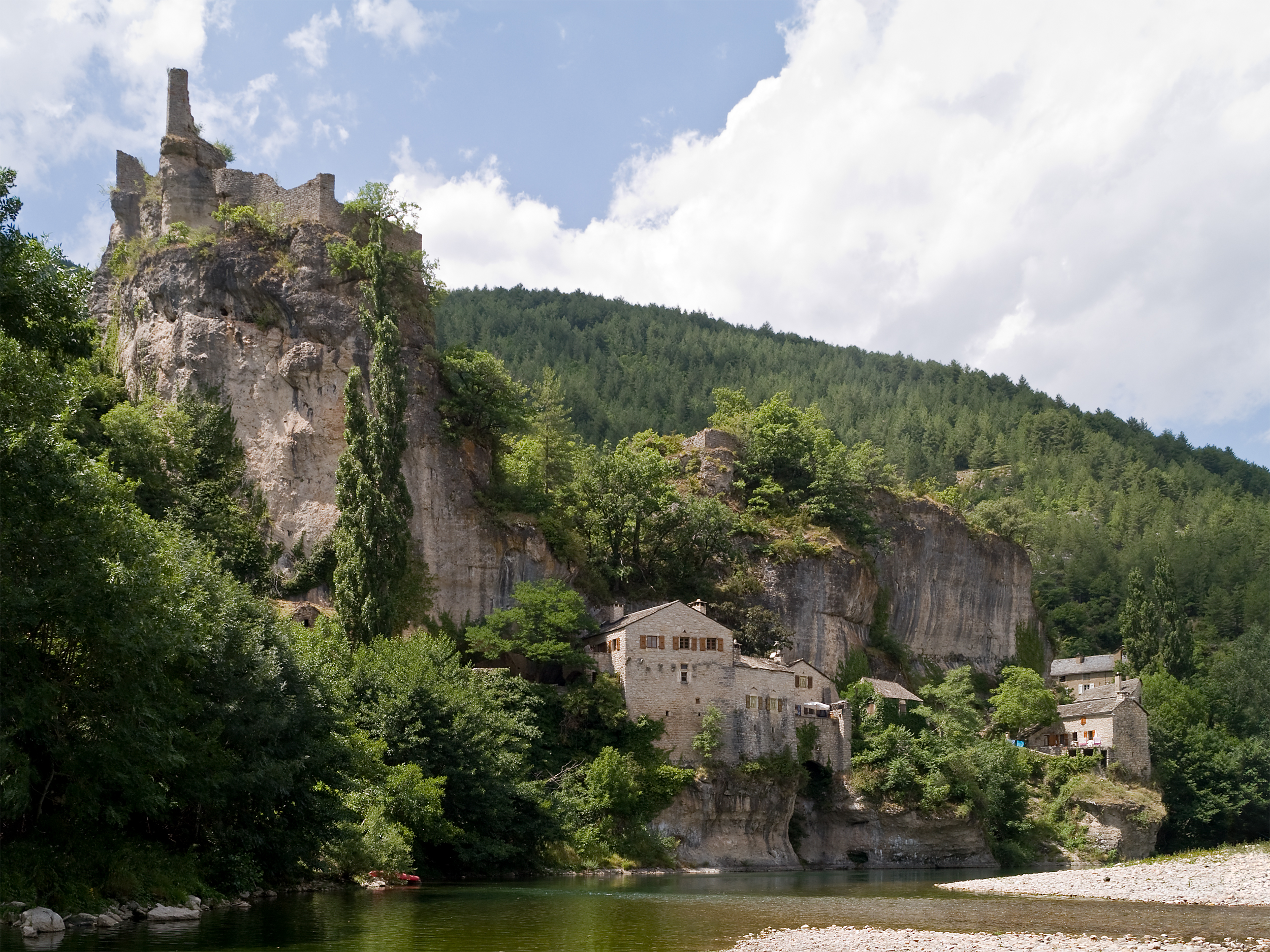
Castelbouc aan de Tarn